# Karl Schollmayer
Karl Schollmayer (* 23. Juli 1908 in Köln; † 1996 in Pforzheim) war ein deutscher Goldschmied, Bildhauer und Hochschullehrer.

## Leben

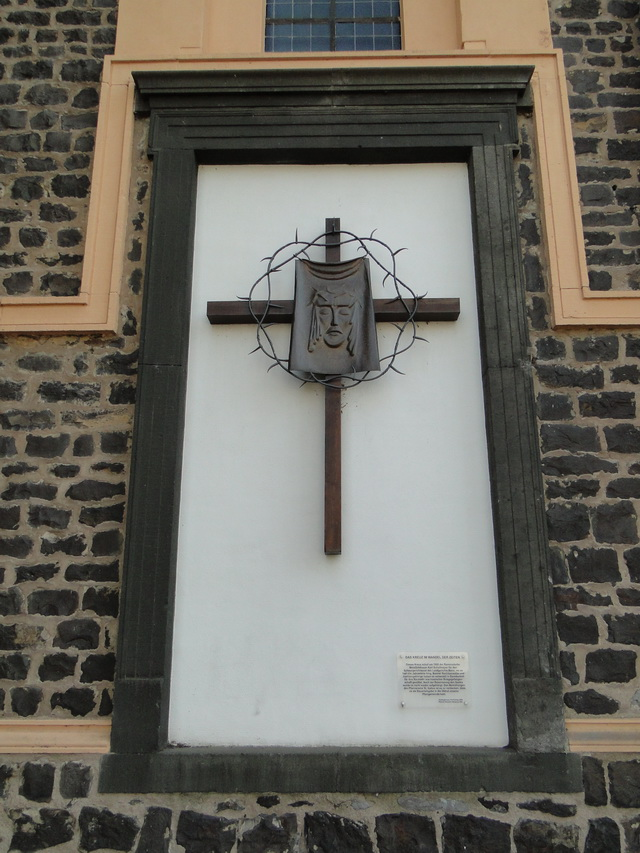
Wegekreuz Gallusstraße an einem früheren Portal der Pfarrkirche St. Gallus in Küdinghoven, 1950 entstanden als Kreuz für den Schwurgerichtssaal des Landgerichts Bonn, in dem es bis zu dessen Sanierung hing

Schollmayer studierte an den Kölner Werkschulen unter Dominikus Böhm, Heinrich Hußmann und Karl With. Er unternahm Studienreisen in die Niederlande, nach Belgien, England, Frankreich und Italien. Nach dem Zweiten Weltkrieg lebte er in Ramersdorf bei Bonn. Von 1948 bis 1956 unterrichtete er als Leiter der „Werkgruppe Schmuck“ an der Werkkunstschule Düsseldorf. Dort zählten Friedrich Becker, Hermann Kunkler und Klaus Ullrich (1927–1998) zu seinen Schülern. 1956 wurde er als Direktor an die Vereinigte Goldschmiede-, Kunst- und Werkschule in Pforzheim berufen. An dieser Schule, die unter seiner Leitung internationales Ansehen erwarb, lehrte er bis 1970. Zu seinen Pforzheimer Schülern gehörte Bernd Munsteiner.
Schollmayer wirkte als Metallplastiker und gestaltete Schmuck, Kultgerät, Kreuzwege, Grabplastiken und Gefallenenmale sowie Hauptportale von Gotteshäusern.

## Schrift
- Neuer Schmuck : ornamentum humanum. Verlag Wasmuth, Tübingen 1974, ISBN 3-8030-5027-8.